# Aluminiumoxide
Aluminiumoxide, ook bekend onder de naam aluinaarde of alumina, is een anorganische verbinding met als brutoformule Al2O3. De stof komt voor als een fijn wit kristallijn poeder met een dichtheid van 3,7 tot 4,0 g/cm³. Het is nauwelijks oplosbaar in water.
Een minerale vorm van aluminiumoxide is korund (zonder kristalwater). Aluminiumoxide is het belangrijkste bestanddeel van bauxiet, een erts voor de productie van aluminium.

## Toepassingen
Aluminiumoxide wordt ingezet bij de productie van keramiek, glas, papier en kunststof en coatings. De stof is daarbij een belangrijk bestanddeel of vulstof (papier en kunststof). In de petrochemie wordt aluminiumoxide gebruikt als katalysator. Een andere toepassing van aluminiumoxide is als zeer fijn polijstmiddel.
De edelstenen robijn en saffier bestaan voornamelijk uit aluminiumoxide, waarbij de kleuren ontstaan door onzuiverheden in het kristal.
Aluminium is zeer resistent tegen verwering. Het metaal aluminium wordt namelijk beschermd door een zeer dun (en onzichtbaar) laagje aluminiumoxide, waardoor de rest van het metaal hermetisch wordt afgesloten. Deze laag beschermt tegen verdere oxidatie, zodat de binnenkant van het metaal niet wordt aangetast. Dit proces wordt passivering genoemd.
Alumininiumoxide vindt toepassing in elektrolytische condensatoren waar het dienstdoet als diëlektricum tussen anode en kathode. De hoge doorslagspanning (ca. 100 V/μm) maakt kleine condensatoren met hoge capaciteit mogelijk.